# Sina Schielke
Sina Schielke (ur. 19 maja 1981 w Herdecke) – niemiecka lekkoatletka, sprinterka.

## Osiągnięcia
- 2 złote medale w konkurencjach indywidualnych podczas mistrzostw Europy juniorów (Ryga 1999, bieg na 100 m i na 200 m)
- 2 medale mistrzostw świata juniorów (Santiago 2000, bieg na 200 metrów
- 2 medale młodzieżowych mistrzostw Europy (Amsterdam 2001, bieg na 100 m – złoto i bieg na 200 m – srebro)
- srebro mistrzostw Europy (sztafeta 4 x 100 m, Monachium 2002)

W 2004 Schielke reprezentowała Niemcy podczas igrzysk olimpijskich w Atenach, jednak nie awansowała do finału ani na 100 metrów, ani w sztafecie 4 x 100 metrów.

## Rekordy życiowe
- bieg na 100 m – 11,16 (2002)
- bieg na 200 m – 22,78 (2001)
- bieg na 60 m (hala) – 7,19 (2003)